# 托韦德
托韦德，是西班牙阿拉贡自治区萨拉戈萨省的一个市镇。 总面积38平方公里，总人口251人（2001年），人口密度7人/平方公里。